# Scorpaena bergii
Scorpaena bergii là một loài cá biển thuộc chi Scorpaena trong họ Cá mù làn. Loài này được mô tả lần đầu tiên vào năm 1905.

## Từ nguyên
Từ định danh bergii được đặt theo tên của Friedrich Wilhelm Karl Berg (1843–1902), cố giám đốc Bảo tàng Quốc gia Buenos Aires (Buenos Aires), nhằm tri ân công trình nghiên cứu của ông về các loài cá Nam Mỹ.

## Phân bố và môi trường sống
S. bergii có phân bố ở bờ Tây Đại Tây Dương, bao gồm từ đông bắc bang Florida đến Bahamas (nhiều cá thể lang thang đã được ghi nhận ở xa về phía bắc đến bang New York), ngoài khơi bán đảo Yucatán, đảo Hispaniola đến một số đảo nhỏ phía đông vùng Caribe, dọc theo bờ biển Panama đến Venezuela.
S. bergii sống trên thảm cỏ biển Thalassia testudinum và xung quanh ám tiêu, chủ yếu ngoài khơi các đảo, độ sâu đến ít nhất là 75 m.

## Mô tả
Chiều dài lớn nhất được ghi nhận ở S. bergii là 10 cm. Cá màu nâu lốm đốm, có một vệt đen lớn trên các gai vây lưng thứ 4 đến 7.
Số gai vây lưng: 12; Số tia vây lưng: 9; Số gai vây hậu môn: 3; Số tia vây hậu môn: 5; Số tia vây ngực: 16–17.